# Tvarožná Lhota
Tvarožná Lhota é uma comuna checa localizada na região de Morávia do Sul, distrito de Hodonín.